# Braulio Rodríguez
Braulio Rodríguez Plaza (Aldea del Fresno, Madrid, España, 27 de enero de 1944) es un sacerdote católico español, obispo de Osma-Soria (1987-1995), obispo de Salamanca (1995-2002), arzobispo de Valladolid (2002-2009) y arzobispo de Toledo (2009-2019).

## Biografía

### Orígenes
Nació en Aldea del Fresno (Madrid) el 27 de enero de 1944. Estudió Humanidades, Teología y Filosofía en el Seminario Menor madrileño y en el Seminario Conciliar de dicha ciudad, siendo cardenal arzobispo don Vicente Enrique y Tarancón, presidente de la CEE. Obtuvo en 1973 la Licenciatura en Teología Bíblica por la Universidad Pontificia Comillas.[cita requerida] Tras dos años de estudio (1979-81) en la Escuela Bíblica de Jerusalén, se diplomó en Sagrada Escritura, y en 1990 alcanzó el grado de Doctor en Teología Bíblica por la Facultad de Teología del Norte de España de Burgos, con la tesis doctoral El proceso de Jesús ante el Sanedrín y la catequesis cristiana primitiva.[cita requerida]

### Sacerdote
Recibió la ordenación sacerdotal el 3 de abril de 1972 en Madrid de manos del cardenal Tarancón y sirvió a esa diócesis durante 15 años en las parroquias de Cubas de la Sagra, San Miguel en Carabanchel y San Fulgencio.[cita requerida] Además, fue capellán de la ermita de San Isidro. Entre 1984 y 1987 fue formador del Seminario Conciliar de Madrid, durante el pontificado de su mentor, el cardenal Suquía.

### Obispo
El 13 de noviembre de 1987 fue nombrado obispo de Osma-Soria por el papa Juan Pablo II.[cita requerida] Recibió la ordenación episcopal el 20 de diciembre del mismo año. Posteriormente, fue trasladado a la diócesis de Salamanca el 12 de mayo de 1995, de la que tomó posesión el 9 de julio.

### Arzobispo
El 28 de agosto de 2002, el Santo Padre Juan Pablo ll le nombró arzobispo de Valladolid y tomó posesión de la archidiócesis el 13 de octubre del mismo año, siendo el XXIII arzobispo y el XXXIX obispo de Valladolid.[cita requerida] Al año siguiente, como es tradición de la llegada de un nuevo arzobispo, proclamó el Sermón de las Siete Palabras el Viernes Santo en la plaza Mayor y, en 2005, fue pregonero de la Semana Santa.[cita requerida]
Benedicto XVI, en sustitución del cardenal Antonio Cañizares Llovera, lo nombró arzobispo de Toledo y primado de España el 16 de abril de 2009, ocupando el CXX lugar en la sucesión apostólica de la archidiócesis primada, pero, rompiendo la tradición secular, renunciaría al gobierno de la diócesis sin recibir el capelo cardenalicio.
Dentro de la Conferencia Episcopal Española ha sido miembro de las comisiones episcopales de Liturgia (1987-96 y desde 2005), Doctrina de la Fe (1987-90) y Apostolado Seglar (1990-99), y ha presidido la Subcomisión de Familia y Vida (1996-99) y la Comisión de Apostolado Seglar (1999-2005). También por designación de la Conferencia Episcopal ha sido Vice Gran Canciller de la Universidad Pontificia de Salamanca (1995-2005). El 1 de marzo de 2011 fue elegido por la XCVII Asamblea Plenaria Presidente de la Comisión Episcopal de Misiones y Cooperación de la Iglesia, a la vez que miembro de la Comisión Permanente.
El 27 de diciembre de 2019 el papa Francisco aceptó su renuncia y pasó a ser arzobispo emérito de Toledo, sin haber sido creado cardenal, frente a la tradición de la sede tradicionalmente cardenalicia, como secularmente lo venían siendo los arzobispos primados: el primero desde la muerte del cardenal Portocarrero, ocurrida en 1709; este último  sucedido por el arzobispo primado Francisco Valero y Loza en 1715, partidario de Felipe V de Borbón. Al ser aceptada la renuncia de Braulio Rodríguez por edad, fue nombrado administrador apostólico de la archidiócesis hasta la toma de posesión por su sucesor, Francisco Cerro Chaves, a finales de febrero de 2020.

### Labor pastoral
Braulio Rodríguez , durante su pontificado en la archidiócesis de Toledo, ha impulsado distintos aspectos, como son:[cita requerida]
- La visita pastoral durante todo su mandato, ha visitado todos los arciprestazgos que conforman la archidiócesis.
- La aplicación de un Plan Pastoral Diocesano durante el periodo 2012-2021  con especial atención a la evangelización y a la familia.
- La apertura de distintos colegios concertados de titularidad diocesana.